# Quinta de Sant Rafael
La Quinta de Sant Rafael de Tarragona (també anomenada Quintà de Sant Rafael) és un edifici d'estil modernista, obra de l'arquitecte Juli Maria Fossas i Martínez, construït el 1912.
Aquesta construcció fou feta erigir per Marià Puig i Valls per a residència particular del seu germà Rafael. És un edifici de 366 m² útils, distribuïts en 2 plantes; en un angle de la casa es dreça una torre octogonal. Després de 20 anys d'abandó i de sofrir diversos incendis, i de propostes que no fructificaren, el 2008 l'ajuntament de Tarragona en decidí la restauració, amb la intenció que l'edifici acollís un centre d'interpretació de la natura.
Els terrenys de la finca original havien acollit un parc format per un gran nombre d'espècies d'arbres i arbusts, identificades amb voluntat pedagògica, i escultures procedents de l'Exposició Universal de Barcelona de 1888 (aquestes, a causa de la vinculació de Rafael Valls amb l'esdeveniment). Si bé una part dels terrenys han estat edificats posteriorment, la resta forma part del Parc de la Ciutat de Tarragona.